# Anaphes piliscapus
Anaphes piliscapus är en stekelart som först beskrevs av Soyka 1949.  Anaphes piliscapus ingår i släktet Anaphes och familjen dvärgsteklar. Inga underarter finns listade i Catalogue of Life.